# Utelga heinckei
Utelga heinckei är en plattmaskart som först beskrevs av v.Attems 1897, och fick sitt nu gällande namn av Tor Karling 1954. Utelga heinckei ingår i släktet Utelga och familjen Koinocystididae. Arten är reproducerande i Sverige. Inga underarter finns listade i Catalogue of Life.